# Annemie Maes
Pour les articles homonymes, voir Maes.
Annemie Maes, née le 27 août 1966 à Uccle est une femme politique belge flamande, membre de Groen.
Elle est licenciée en archéologie et histoire de l'art (KUL).M. Professionnellement, elle a été active dans le monde du droit d'auteur pendant plusieurs années. De 2003 à 2005, elle a été présidente du mouvement cycliste bruxelloise Fietsersbond.
Depuis juin 2009, Maes a été élu au Parlement de la région de Bruxelles-Capitale. Jusqu'en mai 2014, les écologistes étaient majoritaires. Au sein de la Commission de la Communauté flamande (Raad VGC) , elle a été vice-présidente du Conseil et présidente de la Commission de la culture jusqu'en 2014. En 2014, elle a été réélue et, à partir de ce moment, elle a été chef de groupe de Groen à la Commission de la Communauté flamande. En octobre 2016, elle a également été sénatrice, succédant à Hermès Sanctorum. Lors des élections bruxelloises de 2019, elle ne figurait plus sur la liste de Groen. Par la suite, le parti DierAnimal lui a proposé une place sur la liste, mais elle a refusé. En tant que membre du Parlement, elle a cependant fourni une signature, ce qui a permis au parti de se présenter aux élections.
Maes est également conseillère communale à Jette depuis 2006, et depuis 2007, elle est conseillère de police pour la commune de Jette dans la zone de police de Bruxelles-Ouest.
Depuis 2019, elle travaille à nouveau dans le secteur du droit d'auteur et, depuis mai 2020, elle est nommée directrice générale ff. de l'association faîtière Auvibel.
Maes est également active comme artiste /collagiste sous son nom d'artiste "The Green Fairy". Elle a participé à des expositions de groupe à Bruxelles.

## Carrière politique
- 2009 - 2019 : députée bruxellois
- 2006-    : conseiller communal à Jette
- 2007-    : conseiller zone de police Bruxelles-Ouest
- 2016- 2019  : sénatrice de communauté en remplacement de Hermes Sanctorum